# Lobbach
Lobbach è un comune tedesco di 2 446 abitanti, situato nel land del Baden-Württemberg.